# Phoebastria
Phoebastria je rod mořských ptáků z čeledi albatrosovitých. Tato „severní větev“ albatrosů je výjimečná v tom, že její zástupci žijí ve výrazné vzdálenosti na sever od ostatních albatrosů či přímo na severní polokouli.

## Taxonomie
Taxonomie albatrosů představovala diskutovaný problém již od poloviny 18. století, kdy se začal vyvíjet taxonomický systém. Albatrosi, kteří jsou dnes řazeni do rodu Phoebastria, byli dříve řazeni do rodu Diomedea. Teprve v roce 1996 Gary Nun z Amerického přírodovědného muzea publikoval studii, ve které na základě DNA analýz navrhl rozdělit albatrosy do čtyřech rodů, a sice Diomedea, Thalassarche, Phoebetria a Phoebastria. Toto rozdělení bylo všeobecně akceptováno a běžně se používá.
Rod Phoebastria se v angličtině nazývá North Pacific albatross, čili „severopacifický albatros“ či „albatros severního Tichomoří“.

### Seznam druhů
BirdLife International a ACAP rozeznávají následující zástupce rodu Phoebastria:
| Fotografie | Běžný název             | Binomické jméno     | Rozšíření                                                       |
| ---------- | ----------------------- | ------------------- | --------------------------------------------------------------- |
|            | Phoebastria immutabilis | albatros laysanský  | Severozápad Havajských ostrovů, zvláště ostrovy Midway a Laysan |
|            | Phoebastria nigripes    | albatros černonohý  | Severozápad Havajských ostrovů, zvláště atoly Kure a Kaʻula     |
|            | Phoebastria irrorata    | albatros galapážský | Ekvádor a Peru                                                  |
|            | Phoebastria albatrus    | albatros bělohřbetý | Severní Pacifik                                                 |

## Popis
Jedná se o statné ptáky s velkými zobáky, velkou hlavou a statnýma nohama. Mají tři prsty, které po celé jejich délce spojuje silná blána. Jejich rozpětí křídel se pohybuje od 190–240 cm a všichni mají krátké černé ocasy.

## Výskyt
3 zástupci (albatrosi bělohřbetí, černonozí a laysanští) se vyskytují na severní polokouli, pouze albatros galapážský je rozšířen na polokouli jižní. Nicméně Galapágy, které tento albatros obývá, se nachází těsně pod rovníkem a i když se technicky jedná o jižní polokouli, všichni albatrosi hnízdí ve velké vzdálenosti na sever od ostatních cca 18 rozeznávaných druhů. Proto anglický název „albatros severního Tichomoří“.